# Bahnhof Friedrichstraße

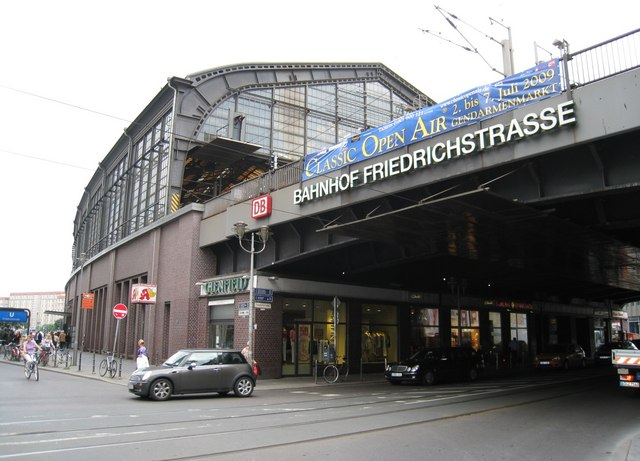
Vista da rua Friedrichstraße

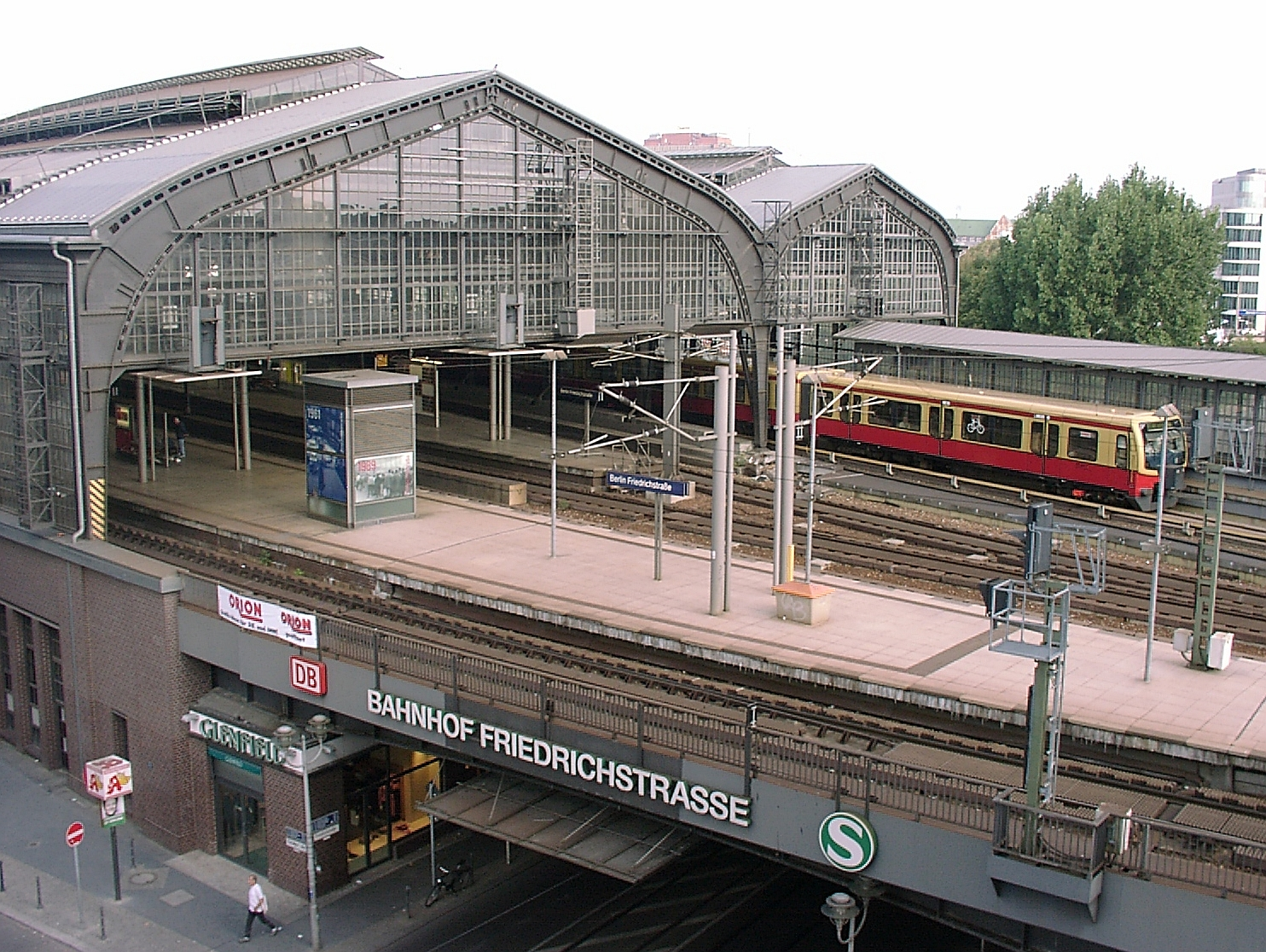
Vista da cima

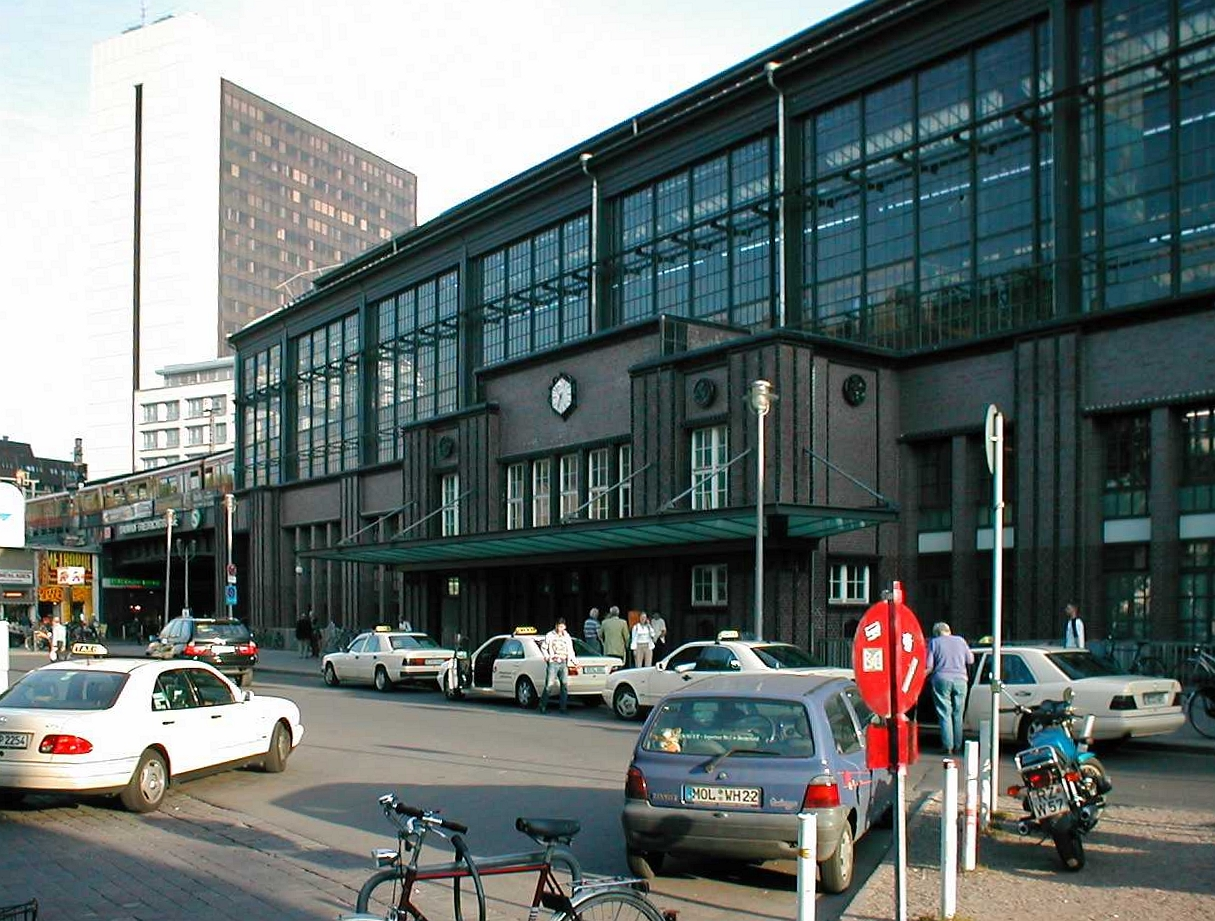
Fachada norte com entrada principal da estação ferroviária, en 2008

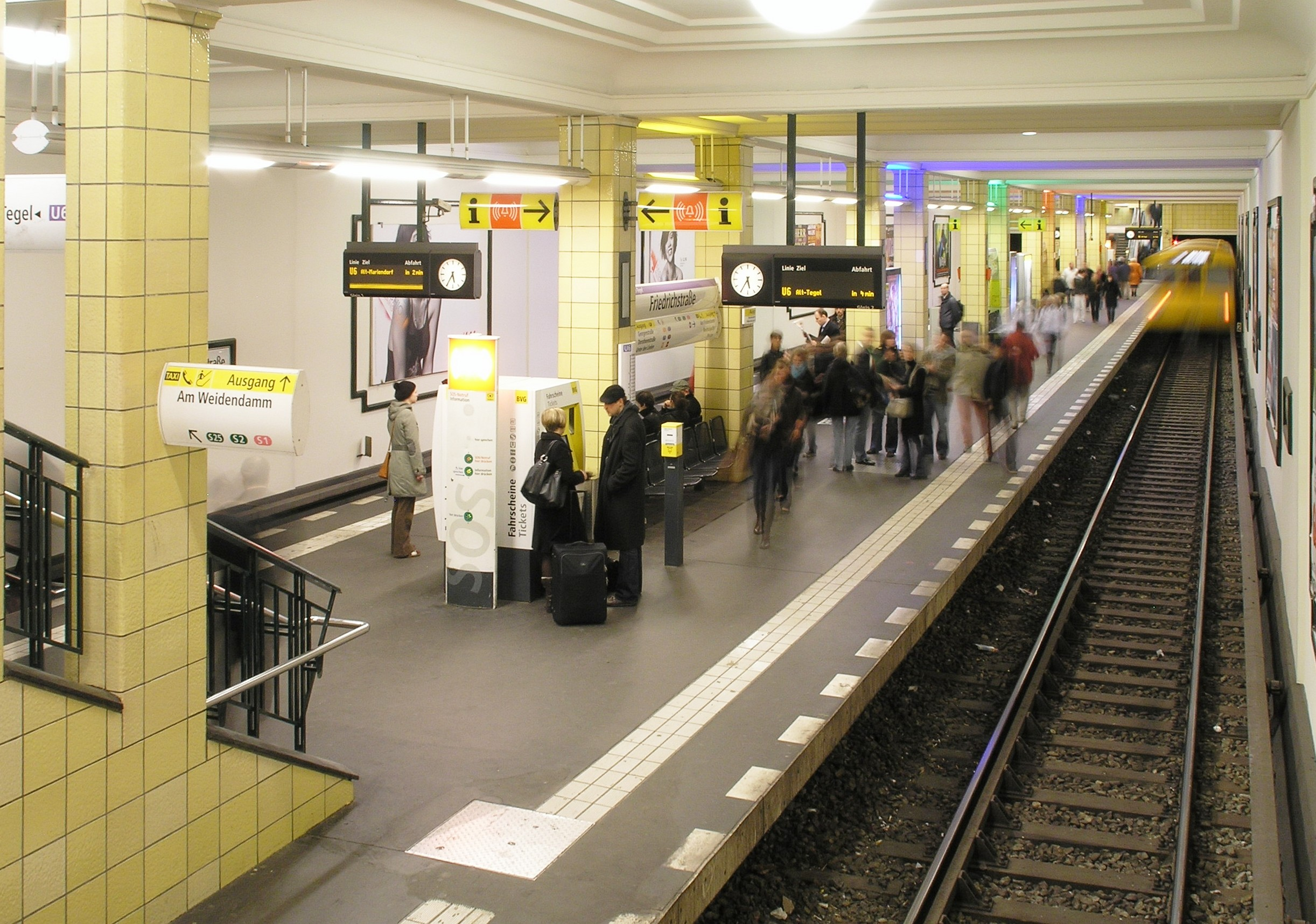
Estação do Metro

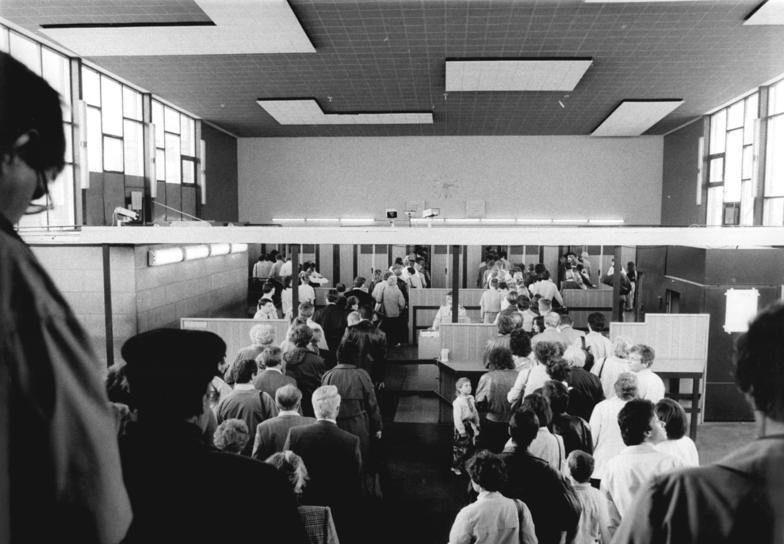
Filas no "Palacio das Lágrimas" saindo da RDA na Berlim Ocidental, em Avril (1990.).

Bahnhof Friedrichstraße é uma estação ferroviária da Alemanha na cidade de Berlim. Está localizada em Friedrichstraße, rua principal norte-sul no distrito Mitte, na parte este de Berlim.

## Apresentação
Com 150'000 até 200'000 pasageiros por dia, o Bahnhof Friedrichstraße é um dos mais importantes estações do trafego local e regional de Berlim. Aca cruzam-se as linhas transversales este-oeste utilizando o viaduto Berliner Stadtbahn e as linhas utilizando o túnel norte-sul da S-Bahn de Berlim e uma linha norte-sul do Metro de Berlim.
As plataformas situadas sobre o viaduto Berliner Stadtbahn são numerados A, B e C, de sul até norte, cada uno con dois carris. As plataformas A e B são reservadas por os comboios regionales (A por direção este, B por direção oeste), a plataforma C por S-Bahn. Um telho largo de 40 metros abaula as plataformas das trenes regionales com 160 metros de comprimento, um otro as carris da S-Bahn.
No extremo oeste da estação, cruza en sobterraneo ao longo do Rio Spree o túnel norte-sul do S-Bahn, construído entre 1930 e 1936, com su estação e a plataforma D. No extremo este, debaixo da rua Friedrichstraße fica a estação da linha norte-sul U6 do Metro de Berlim, eregido en 1923. Um passeio subterraneo liga as extremidades norte das plataformas do metro e da plataforma D del túnel norte-sul do S-Bahn.
Antigamente, comboios de larga distancia paravam na Friedrichstraße, hoje apenas as Regionalexpress e Regionalbahn de corta e media alcance.

## Historia
A estação foi ereguido de 1878 a 1882 junto con a Berliner Stadtbahn con dois plataformas e quatro carris, estendido entre o Rio Spree e a rua Friedrichstraße. Desde 1914 até 1925, a estação foi reconstruido dobrando a capacidade por os comboios de larga distancia.
Na época do muro de Berlim, Bahnhof Friedrichstraße era uma estação de fronteira entre ambas partes da cidade. A linha este-oeste da S-Bahn era cortada com a plataforma C convertida em estaçao terminal da rede oriental, e a plataforma B das trenes de larga distancia foi convertida por o sistema S-Bahn como estaçao terminal da rede occidental. As linhas norte-sul do S-Bahn e U-Bahn (Metro) serviam para trafego interno do Oeste, com intercambios entre essas três linhas, e acceso a passagem fronteriça. A plataforma A da Berliner Stadtbahn servia por comboios de larga distancia ligando Berlim com a RFA, e pertenecia também a area de livre circulação por occidentales, normalmente inaccesible por cidadãos da RDA. Um parede elevado até o telho tapava olhares e tentativas de fuga na otra parte da estação.
Os pasageiros occidentales tiveram acesso a lojas Intershop onde puderam comprar bebidas alcoólicas, cigarros e otras mercadorias sem os impuestos retidos na comércio na occidente, mas pagando com moeda occidental.
Depois a queda do muro de Berlim, as barreras internas da estação et as instalationes de control fronteriço foram eliminados, a plataforma B reconvertido por comboios normales, e a plataforma C restituido como estação de trânsito da S-Bahn este-oeste.
En 1962, um vestíbulo foi construído al lado norte por el posto fronteriço en direção occidental, separado do edíficio da estação pero ligado por un passeio subterraneo com o labirinto de corredores da area aberta al occidente da estação. A fala popular chamaba ese edifício "Tränenpalast" o Palacio das lágrimas por as lágrimas derramados al momento de separação entre visitantes saiendos e cidadãos da RDA sem autorização de sair. Depois a queda do muro, o passeio foi fechado e o Tränenpalast servia de centro de concertos e festas até Julho de 2006. Desde 2011 aloja um museo da divisão do pais.